# Фазлия, Бетим
Бетим Фазлия (алб. Betim Fazlija; род. 25 апреля 1999 года, Вране, Республика Сербия, СРЮ) — швейцарский и косоварский футболист, защитник «Санкт-Галлен» и сборной Косова.

## Клубная карьера
Фазлия — воспитанник клубов «Ребштейн», «Альштеттен» и «Санкт-Галлена». 21 июня 2019 года подписал свой первый профессиональный контракт с последними. 27 июля в матче против «Базеля» Бетим дебютировал за клуб в швейцарской Суперлиге. 2 февраля 2020 года в поединке против того же «Базеля» отметился дебютным голом за клуб.
В июне 2022 года стал игроком немецкого «Санкт-Паули». 16 июля в матче против «Нюрнберга» Фазлия дебютировал во второй немецкой Бундеслиге. По окончании сезона покинул клуб.
В 2023 году, Фазлия вернулся в «Санкт-Галлен», подписав четырёхлетний контракт. 22 июля в матче против «Базеля» Бетим провёл первый матч за клуб после возвращения.

## Карьера в сборной
5 сентября 2019 года дебютировал за сборную Швейцарии до 20 лет, выйдя на замену на 78-й минуте встречи против сборной Португалии до 20 лет.
В конце сентября Фазлия подтвердил в интервью косовской газете Koha Ditore, что заканчивает оформление документов для выступления за национальную сборную Косова. 11 ноября 2020 года дебютировал за сборную в товарищеском матче со сборной Албании.

### Список матчей за сборную
| Матчи Бетима Фазлия за национальную сборную Косово | Матчи Бетима Фазлия за национальную сборную Косово | Матчи Бетима Фазлия за национальную сборную Косово | Матчи Бетима Фазлия за национальную сборную Косово | Матчи Бетима Фазлия за национальную сборную Косово | Матчи Бетима Фазлия за национальную сборную Косово | Матчи Бетима Фазлия за национальную сборную Косово | Матчи Бетима Фазлия за национальную сборную Косово |
| №                                                  | Дата                                               | Соперник                                           | Счёт                                               | Голы                                               | Карточки                                           | Минуты                                             | Соревнование                                       |
| -------------------------------------------------- | -------------------------------------------------- | -------------------------------------------------- | -------------------------------------------------- | -------------------------------------------------- | -------------------------------------------------- | -------------------------------------------------- | -------------------------------------------------- |
| 1                                                  | 11 ноября 2020                                     | Албания                                            | 1:2                                                | —                                                  | —                                                  | 90'                                                | Товарищеский матч                                  |
| 2                                                  | 1 июня 2021                                        | Сан-Марино                                         | 4:1                                                | —                                                  | —                                                  | 90'                                                | Товарищеский матч                                  |
| 3                                                  | 4 июня 2021                                        | Мальта                                             | 2:1                                                | —                                                  | —                                                  | 90'                                                | Товарищеский матч                                  |
| 4                                                  | 2 сентября 2021                                    | Греция                                             | 1:1                                                | —                                                  | —                                                  | 78'                                                | Отборочные матчи ЧМ-2022                           |
| 5                                                  | 8 сентября 2021                                    | Испания                                            | 0:2                                                | —                                                  | —                                                  | 90'                                                | Отборочные матчи ЧМ-2022                           |
| 6                                                  | 9 октября 2021                                     | Швеция                                             | 0:3                                                | —                                                  | —                                                  | 88'                                                | Отборочные матчи ЧМ-2022                           |
| 7                                                  | 12 октября 2021                                    | Грузия                                             | 1:2                                                | —                                                  | —                                                  | 90'                                                | Отборочные матчи ЧМ-2022                           |
| 8                                                  | 12 октября 2021                                    | Иордания                                           | 0:2                                                | —                                                  | —                                                  | 90'                                                | Товарищеский матч                                  |
| 9                                                  | 14 ноября 2021                                     | Греция                                             | 1:1                                                | —                                                  | —                                                  | 90'                                                | Отборочные матчи ЧМ-2022                           |
| 10                                                 | 24 марта 2022                                      | Буркина-Фасо                                       | 5:0                                                | —                                                  | —                                                  | 90'                                                | Товарищеский матч                                  |
| 11                                                 | 29 марта 2022                                      | Швейцария                                          | 5:0                                                | —                                                  | —                                                  | 75'                                                | Товарищеский матч                                  |
| 12                                                 | 2 июня 2022                                        | Кипр                                               | 2:0                                                | —                                                  | —                                                  | 90'                                                | Лига наций 2022/2023                               |
| 13                                                 | 5 июня 2022                                        | Греция                                             | 0:1                                                | —                                                  | 48'                                                | 75'                                                | Лига наций 2022/2023                               |
| 14                                                 | 9 июня 2022                                        | Северная Ирландия                                  | 3:2                                                | —                                                  | 90'                                                | 75'                                                | Лига наций 2022/2023                               |
| 15                                                 | 24 сентября 2022                                   | Северная Ирландия                                  | 1:2                                                | —                                                  | 44'                                                | 90'                                                | Лига наций 2022/2023                               |
| 16                                                 | 27 сентября 2022                                   | Кипр                                               | 5:1                                                | —                                                  | —                                                  | 90'                                                | Лига наций 2022/2023                               |
| 17                                                 | 25 марта 2023                                      | Израиль                                            | 1:1                                                | —                                                  | —                                                  | 67'                                                | Отбор на Евро-2024                                 |
| 18                                                 | 28 марта 2023                                      | Андорра                                            | 1:1                                                | —                                                  | —                                                  | 90'                                                | Отбор на Евро-2024                                 |

Итого: 18 матчей / 0 голов; 6 побед, 5 ничья, 7 поражений.

## Личная жизнь
Родился в албанской семье из города Вране. Стал четвёртым футболистом сборной Косова из Прешевской долины, после Гельбрима Таипи, Фидана Алити и Атде Нухиу.